# Moxie (voilier)
Pour les articles homonymes, voir Moxie.
Moxie (anglais pour « courage ») est un trimaran de compétition mis à l'eau en 1979, vainqueur de la Transat anglaise 1980, ou Ostar. Il navigue toujours aujourd'hui, basé à Quiberon.

## Histoire
Moxie est conçu par Dick Newick (en) et construit par Walter Greene (en), au chantier Handy Boats, à Falmouth (Maine). Il est mis à l'eau à la fin du mois d'août 1979. À son bord, Philip Weld gagne la Transat anglaise 1980 — Ostar, à l’époque — en établissant un nouveau record de l’épreuve en 17 jours, 23 heures et 12 minutes.
Après sa victoire, Philip Weld offre Moxie à l'Académie navale d'Annapolis pour servir à la formation des officiers. Mais le bateau, jugé « dangereux et inapte à la navigation hauturière », n'est utilisé que pour des régates de baie,. James Rubenstein est son conservateur suivant.
Son constructeur Walter Greene en assure l’entretien jusqu’en juillet 2002, date à laquelle Moxie est revendu à Craig Alexander. Ce dernier retraverse l’Atlantique à son bord et rejoint les côtes méditerranéennes, où il cède le trimaran en septembre 2006.
En juillet 2019, Moxie est déjà depuis deux ans au sec, délaissé, 
peu entretenu depuis 13 ans, et menacé de saisie. Hervé Lurton et son fils Thomas décident alors de le sauver. Ils l'achètent. En août, ils le convoient jusqu'en baie de Quiberon, en Bretagne.
Un programme de rénovation est lancé. À terme, l'équipe veut continuer à participer à des régates en classe Multi2000 et proposer des croisières à la journée pour les particuliers et entreprises.
Thomas Lurton, navigateur professionnel, est inscrit à la Route du Rhum 2022 à la barre de Moxie, qui devient Moxie-Bâti-Armor.